# 6654 Luleå
6654 Luleå là một tiểu hành tinh vành đai chính với chu kỳ quỹ đạo là 2048.2104359 ngày (5.61 năm).
Nó được phát hiện ngày 29 tháng 2 năm 1992.